# Herb gminy Gierałtowice
Herb gminy Gierałtowice – jeden z symboli gminy Gierałtowice, ustanowiony 28 kwietnia 2005.

## Wygląd i symbolika
Herb przedstawia na tarczy w polu niebieskim srebrną wieżę bramną z dwoma czarnymi oknami łukowymi w układzie jedno obok drugiego. Do wieży przylega z lewej i prawej strony mniejsza baszta z jednym czarnym oknem łukowym. Wieża i baszty mają po trzy blanki. Przed bramą – złoty snop złożony z czterech kłosów pszenicy. Wszystkie elementy herbu nawiązują do sołectw gminy. 